# Yūki Hatanaka
Yūki Hatanaka (japanisch 畠中 佑樹 Hatanaka Yūki; * 26. Oktober 1993 in der Präfektur Osaka) ist ein japanischer Fußballspieler.

## Karriere
Hatanaka erlernte das Fußballspielen in der Schulmannschaft der Chuo Gakuin High School und der Universitätsmannschaft der Tokai-Gakuen-Universität. Seinen ersten Vertrag unterschrieb er 2016 bei Blaublitz Akita. Der Verein spielte in der dritthöchsten Liga des Landes, der J3 League. Für den Verein absolvierte er sechs Ligaspiele. 2017 wechselte er zum Ligakonkurrenten Fujieda MYFC. 201 wechselte er zu Verspah Ōita. Für den Verein absolvierte er 23 Ligaspiele. 2020 wechselte er zum Fukui United FC.